# Теза
Теза — багатозначний термін, що коротко й чітко формулює основну ідею чого-небудь або провідне завдання, що стоїть перед кимось.
- Тези — коротко сформульовані основні положення доповіді, лекції, статті тощо.
- У логіці — складова частина доведення; положення, істинність якого треба довести.
- У філософії Гегеля — вихідний пункт процесу розвитку, перший ступінь тріади.

Інше
- Теза (фр. Théza) — муніципалітет у Франції, у регіоні Лангедок-Русійон, департамент Східні Піренеї
- «Теза» — українське видавництво.
- «Теза» — українське інформаційне агентство.